# Roter Schlanklori
Der Rote Schlanklori (Loris tardigradus) ist eine Primatenart aus der Familie der Loris (Lorisidae). Früher wurden alle Schlankloris unter der wissenschaftlichen Bezeichnung Loris tardigradus zusammengefasst, heute wird mit dem Grauen Schlanklori eine zweite Art unterschieden. 

## Merkmale
Mit einer Kopfrumpflänge von 18 bis 26 Zentimetern sind Rote Schlankloris sehr kleine Primaten. Ein Schwanz ist nicht vorhanden, die Gliedmaßen sind ausgesprochen dünn. Das Fell ist an der Oberseite rotbraun gefärbt, die Unterseite ist annähernd gleich gefärbt, jedoch um einiges heller. Der Kopf ist durch die großen, runden Augen charakterisiert, die jeweils von einem rotbraunen Fleck umgeben sind. Zwischen den Augen verläuft ein weißlicher Streifen.

## Verbreitung, Unterarten und Lebensraum
Rote Schlankloris sind auf der Insel Sri Lanka endemisch, wo sie die südwestlichen Teile bewohnen – im Norden und Osten der Insel lebt der Graue Schlanklori. 
Es gibt drei oder vier Unterarten:
- Die Nominatform L. tardigradus tardigradus lebt im Südwesten in den Distrikten Colombo, Kalutara, Ratnapura, Kegalla, Galle und Matara. Das Klima dort ist immerfeucht. Das Fell der Tiere ist gelbbraun bis dunkelbraun oder grau. Die dunklen Augenringe sind eiförmig und unten viel schmaler als oben.[1] Mit einem Maximalgewicht von 170 g ist L. tardigradus tardigradus die kleinste Unterart der Roten und Grauen Schlankloris.[2]
- Der Horton-Plains-Schlanklori (L. tardigradus nycticeboides) kommt im Distrikt Nuwara Eliya vor, wo sich auch der Horton-Plains-Nationalpark befindet. Sein Lebensraum liegt in einer Höhe von 1700 bis 1800 Metern über dem Meeresspiegel und ist ein immerfeuchter und immergrüner, relativ kühler Bergregenwald. Das Fell der Tiere ist dunkelbraun bis schwärzlich-braun gefärbt und lang, dick und wollig. Die dunklen Augenringe sind birnenförmig, der weiße Rand um die Augenringe ist auffällig.[1] Arme und Beine des Horton-Plains-Schlankloris sind kürzer als bei der Nominatform, der Schädel ist größer, so dass die Tiere insgesamt plumper wirken.[2]
- L. tardigradus parvus lebt im Nordwesten des Verbreitungsgebietes der Roten Schlankloris, in den Distrikten Gampaha und Kurunegala. Das Gebiet gehört zur immerfeuchten Klimazone Sri Lankas und zur Übergangszone zur trockenen Klimazone. Das Fell der Tiere ist dunkel goldbraun. Die dunklen Augenringe sind breit.[1]
- Eine weitere Form des Roten Schlankloris kommt im Bergland von Deniyaya und Rakwana im Südwesten des Verbreitungsgebietes der Roten Schlankloris vor. Der Lebensraum der Form, die bisher noch nicht als eigenständige Unterart beschrieben wurde, ist immerfeucht. Diese Schlankloris leben in Höhen von mehr als 800 Metern über dem Meeresspiegel. Das Fell der Tiere ist graubraun oder schwärzlich-braun. Die dunklen Augenringe sind birnenförmig und ohne weißen Rand.[1]

## Lebensweise
Diese Primaten sind nachtaktive Baumbewohner. Tagsüber schlafen sie im Geäst, in der Nacht begeben sie sich auf Nahrungssuche. Ihre Bewegungen sind wie die aller Loris vorsichtig und bedächtig. Sie klettern langsam, haben aber dank ihrer modifizierten Pfoten einen festen, sicheren Griff um die Äste. Über ihr Sozialverhalten ist wenig bekannt. Sie gehen zumindest einzelgängerisch auf Nahrungssuche, vermutlich überlappt aber das Revier eines Männchens mit dem mehrerer Weibchen. Mit diesen Weibchen kommt es auch zur Fortpflanzung und eventuell zu weiteren Kontakten wie dem gemeinsamen Aufsuchen von Tagesschlafplätzen.
Die Nahrung dieser Tiere sind vorwiegend Insekten. Sie schleichen sich bei der Jagd vorsichtig an die Beute heran, um dann blitzschnell mit beiden Händen zuzupacken.

## Gefährdung
Rote Schlankloris zählen zu den bedrohten Arten. Hauptursachen dafür sind die Zerstörung ihres Lebensraums und die Bejagung – auch aus medizinischen und abergläubischen Gründen. Ihr Verbreitungsgebiet ist stark zersplittert, die Gesamtpopulation wird von der Weltnaturschutzunion IUCN auf weniger als 2500 ausgewachsene Tiere geschätzt, wobei keine Einzelpopulation mehr als 250 ausgewachsene Tiere umfasst. Die IUCN listet die Art in der Roten Liste gefährdeter Arten als „stark gefährdet“ (Endangered).
Der Horton-Plains-Schlanklori wurde 1937 im Horton-Plains-Nationalpark Sri Lanka entdeckt. In der Zeit bis 1939 fanden insgesamt nur 4 Sichtungen statt, danach galt das Tier als ausgestorben. Im Jahre 2010 gelang es einem Team der Zoologischen Gesellschaft von London ein männliches Exemplar zu fotografieren und für eine kurze Untersuchung einzufangen.
In Europa wird die Art nicht mehr gehalten, ehemalige Halter sind Berlin, Köln, Frankfurt, Bremen, Antwerpen, Mechelen, Wien, Stockholm, London, Bristol, Trinity und Yalta.